# Улица Президан-Эдуар-Эррио
У́лица Презида́н-Эдуа́р-Эррио́ (rue du Président Édouard Herriot с фр. — «улица Президента Эдуара Эррио») расположена во французском городе Лионе. Одна из главных транспортных и торговых улиц района Прескиль.

## Расположение
Улица Президан-Эдуар-Эррио является одной из главных осевых улиц лионского района Прескиль (вторая — улица Репюблик). Северная часть улицы проходит по территории 1-го округа города, но бо́льшая её часть находится во 2-м округе. Улица соединяет две самые знаменитые площади города: Терро (на севере) и Белькур (на юге). Протяжённость улицы — 1 километр.

## История
Начиная с эпохи Каролингов северная часть Прескиля стала главным торговым районом города. С XVI века там сосредоточилось производство шёлковых тканей. Район обустраивался: предпринимались первые шаги с целью осушения территории, в районе нынешней площади Терро реки Рона и Сона были связаны для этого каналом (сейчас не существует). Район нынешней площади Белькур тоже был осушён и превращён в военный плац. С XVII века в районе нынешней улицы Президан-Эдуар-Эррио появились многочисленные ренессансные здания.
В середине XIX века значительная часть Прескиля между площадями Терро и Белькур представляла собой скопище обветшалых и неудобных для проживания домов, разделённых грязными, тёмными и узкими улочками — наследство Средних веков. Ситуация была такой, что историк Жан-Батист Монфалькон писал, будто голая земля порой стоила там дороже, чем застроенная.
С 1830-х годов начались урбанистические преобразования: сначала была проложена улица Сантраль (фр. rue Centrale, ныне разделена между улицами Брест и Поль-Шенавар). С 1854 по 1865 годы лионский мэр Клод-Мариюс Вайсс предпринял меры, вошедшие в историю под именем османизации в честь другого французского градоначальника той же эпохи. Через весь Прескиль были проложены две параллельные широкие улицы, застроенные величественными зданиями: улица Имперьяль (Имперская — ныне улица Репюблик), а через несколько лет — улица Импратрис (ныне улица Президан-Эдуар-Эррио).
В наше время улица сохраняет своё торговое значение — на ней расположены многочисленные фешенебельные магазины известных марок.

## Название
Улица получила своё нынешнее название 17 июня 1957 года в честь французского государственного и политического деятеля, лидера партии радикалов и радикал-социалистов Эдуара Эррио, более полувека занимавшего пост мэра Лиона (1905—1957 годы, с перерывом на период оккупации Франции в период Второй мировой войны).
До этого улица носила различные имена:
- улица Маль-Консей (фр. rue du Mal Conseil) — с XIV века
- улица Клермон (rue de Clermont, с фр. — «улица Клермона») открыта в 1852 году Франсуазой Клермон-Тоннер
- улица Импратрис (rue de l’Impératrice, с фр. — «улица Императрицы») — с 31 декабря 1864 года
- улица Отель-де-Виль (rue de l’Hôtel de Ville, с фр. — «улица Мэрии») — после падения режима Наполеона III в 1870 году по зданию мэрии, расположенном у истока улицы

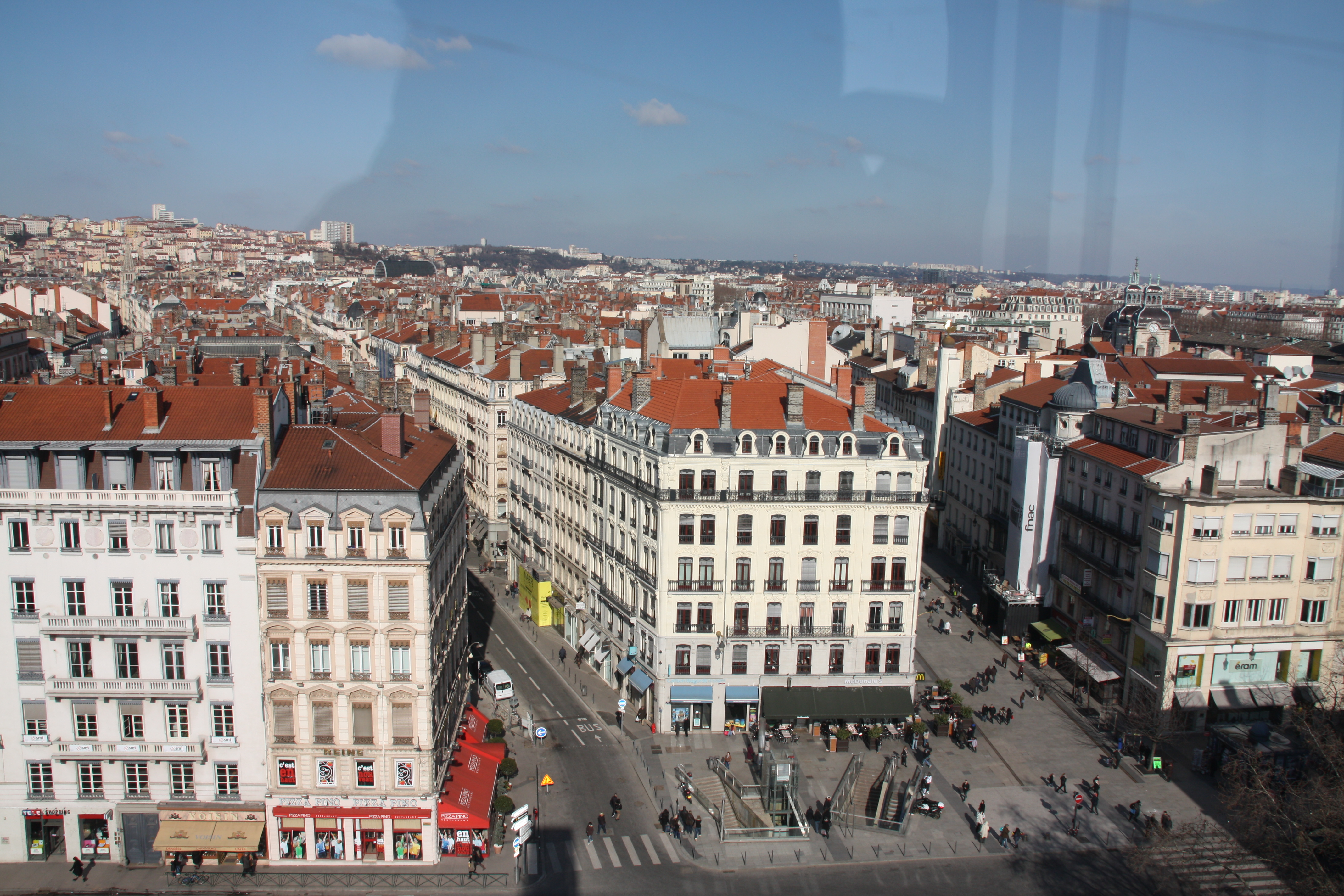
Улицы, отходящие от площади Белькур: Президан-Эдуар-Эррио (слева) и Репюблик
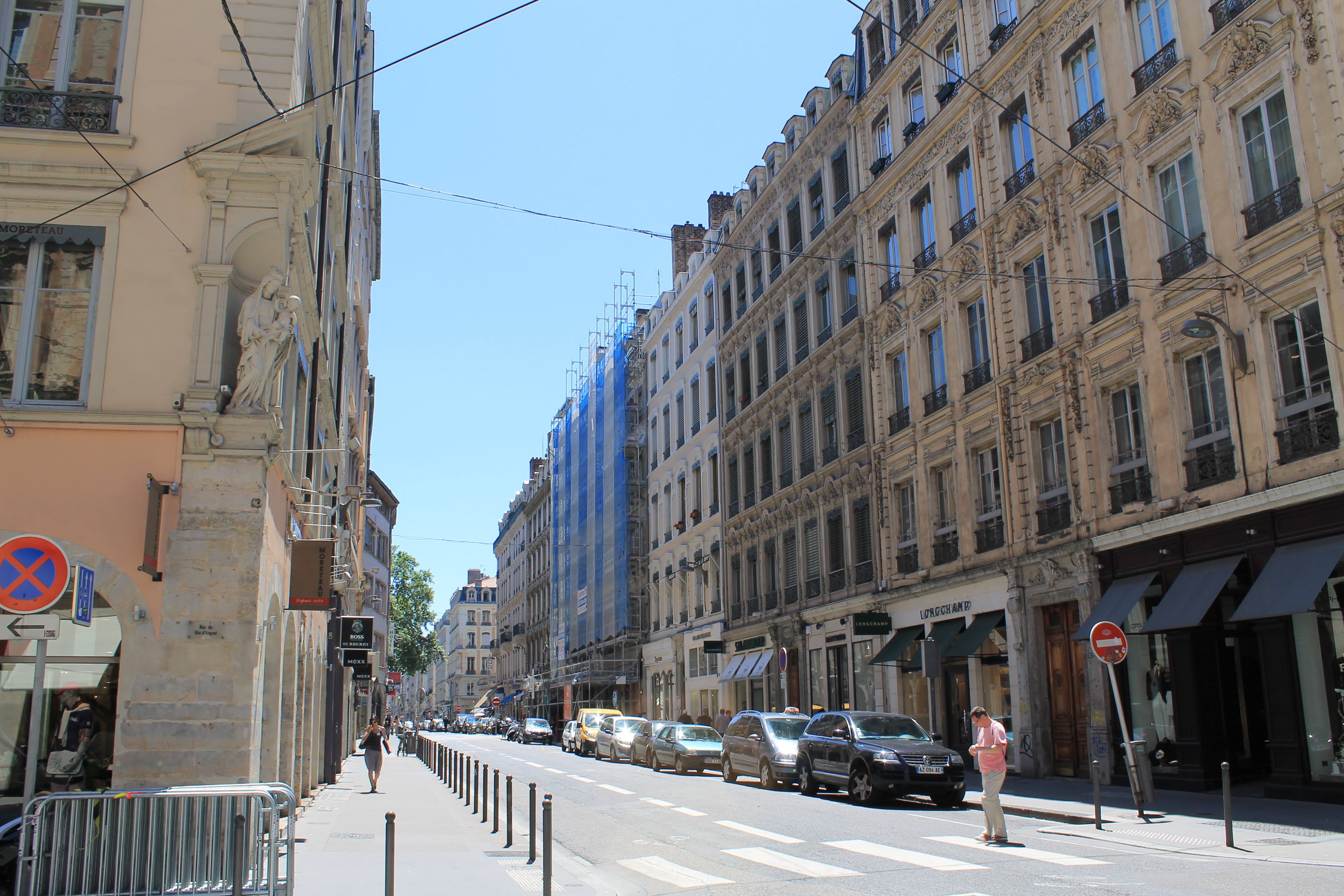
Улица Президан-Эдуар-Эррио
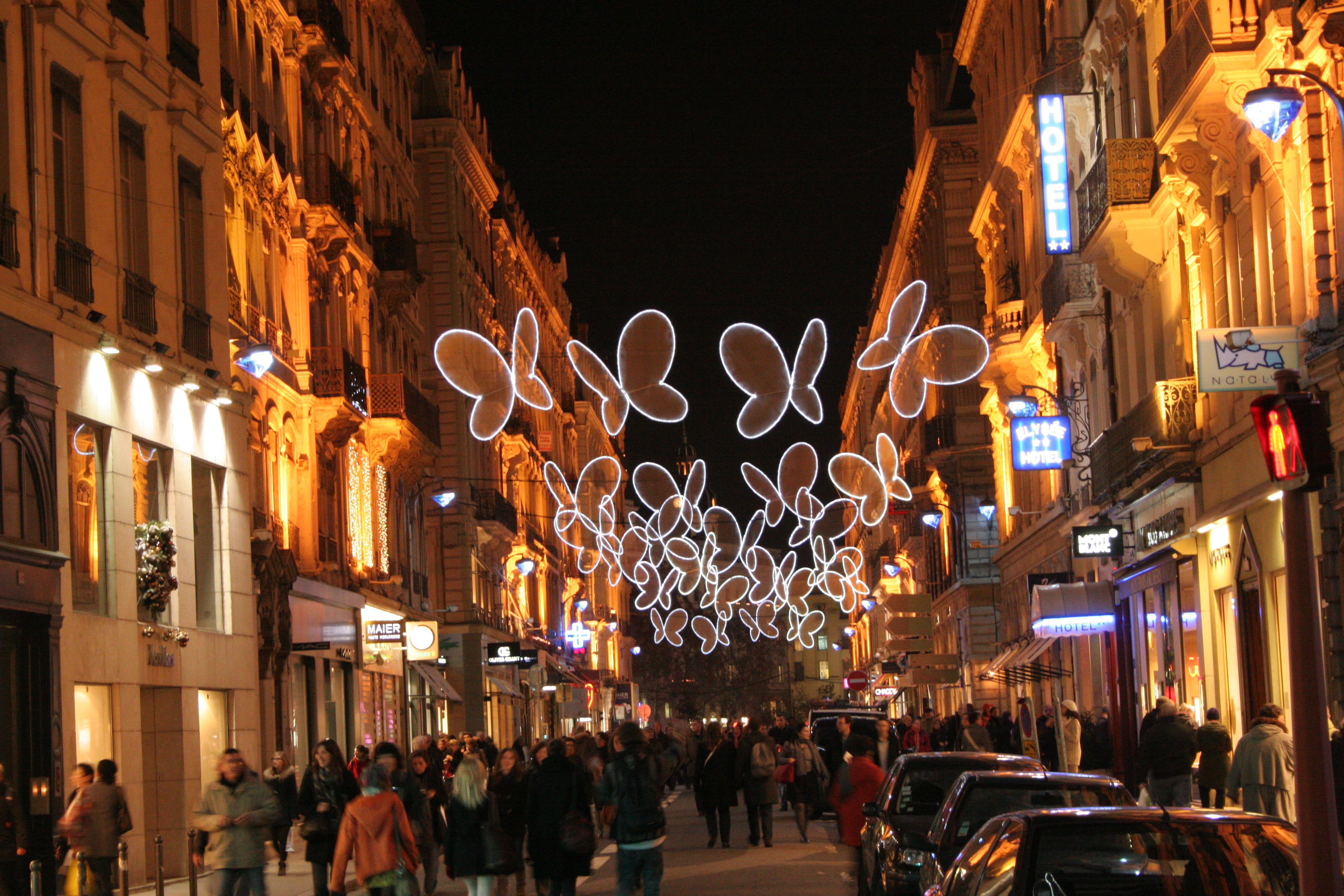
Улица Президан-Эдуар-Эррио
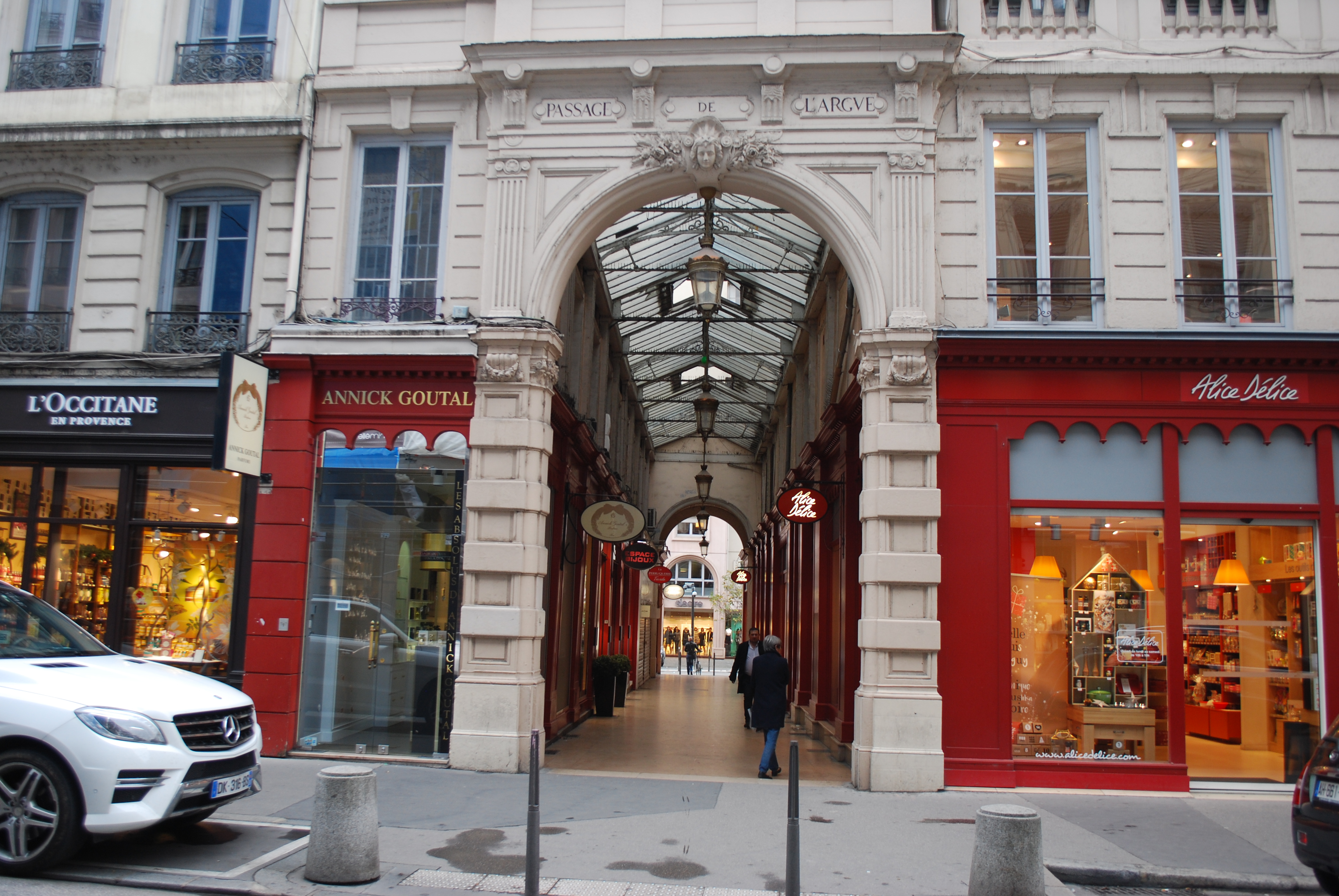
Пассаж Арг — вход со стороны ул. Президан-Эдуар-Эррио
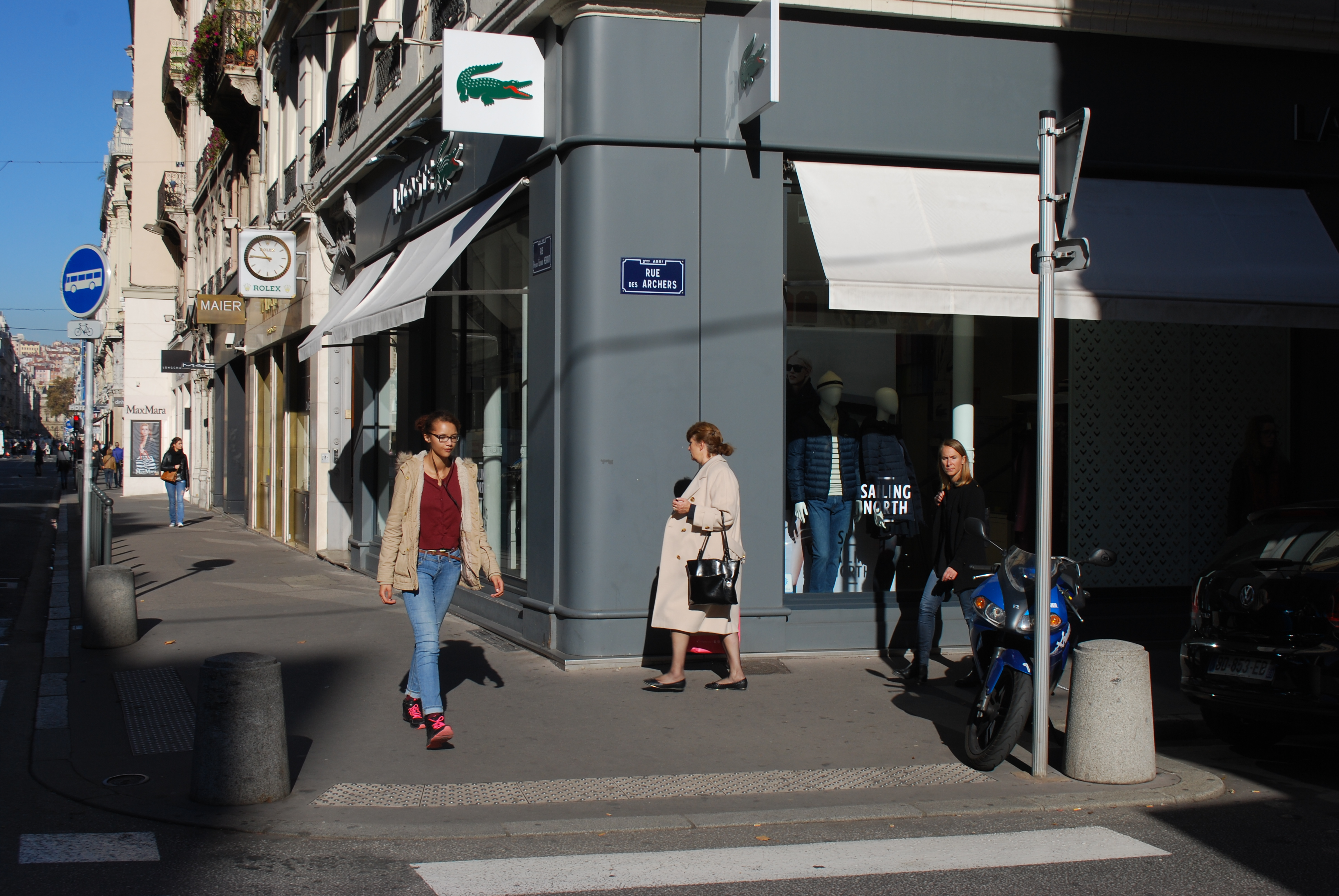
Угол ул. Президан-Эдуар-Эррио и ул. Арше